# Concerto pour violoncelle de Dvořák
Pour les articles homonymes, voir Concerto pour violoncelle (homonymie).
Le Concerto pour violoncelle en si mineur, op. 104 (B. 191), a été composé alors que Dvořák séjournait aux États-Unis. Il prit forme et fut achevé durant l'hiver 1895.

## Historique
Ce fut le dernier concerto qu'écrivit le compositeur et probablement le plus abouti, ses premières tentatives (Concerto pour piano op. 33 et Concerto pour violon op. 53) ayant été critiquées pour la prédominance imposante de l'orchestre au détriment du soliste ainsi que le regrettait le violoniste Joseph Joachim. L'œuvre se situe chronologiquement entre sa neuvième et dernière symphonie et ses Poèmes symphoniques. Il eut l'idée de la partition après avoir écouté le concerto pour violoncelle no 2 de Victor Herbert, compositeur américain, connu essentiellement pour ses opérettes.
Il existe une partition d'un premier concerto pour violoncelle de 1865 mais il ne fut jamais orchestré par son auteur.
La belle-sœur et ancienne élève du compositeur (et amour transi de jeunesse) Josefina Kaunikova, mourut peu avant la fin de sa rédaction. Il est possible que cela lui ait fait modifier la fin de ce Concerto, mais Dvořák n'a pas laissé de témoignage à ce sujet. Son fils a cependant écrit plus tard que le final était un hommage au « dernier amour du musicien ».
L'œuvre a été dédiée à son ami Hanuš Wihan, violoncelliste. Mais un différend artistique oppose les deux hommes sur certaines révisions de la partition et Dvořák récuse en particulier la cadence du dernier mouvement.
La création eut lieu le 19 mars 1896 à Londres avec Leo Stern au violoncelle accompagné par l'orchestre de la société philharmonique sous la direction du compositeur.

## Structure
Il comprend trois mouvements et son exécution dure environ quarante minutes : 
1. Allegro ;
2. Adagio ma non troppo ;
3. Finale. Allegro moderato.

## Orchestration
| Instrumentation du Concerto pour violoncelle                                                |
| Cordes                                                                                      |
| 1 violoncelle soliste, premiers violons, seconds violons, altos, violoncelles, contrebasses |
| Bois                                                                                        |
| 2 flûtes, dont une jouant du piccolo 2 hautbois, 2 clarinettes en la, 2 bassons             |
| Cuivres                                                                                     |
| 3 cors (2 en mi, 1 en ré), 2 trompettes en mi, 3 trombones, 1 tuba                          |
| Percussions                                                                                 |
| timbales                                                                                    |

## Discographie
| Année | Violoncelliste         | Chef d'orchestre    | Orchestre                                       | Label                                |
| ----- | ---------------------- | ------------------- | ----------------------------------------------- | ------------------------------------ |
| 1928  | Emanuel Feuermann      | Michael Taube       | Berlin State Opera Orchestra                    | Naxos                                |
| 1937  | Pablo Casals           | George Szell        | Orchestre philharmonique tchèque                | EMI Classics                         |
| 1940  | Emanuel Feuermann      | Léon Barzin         | National Orchestra Association                  | Philips Legendary Classics           |
| 1944  | Maurice Gendron        | Willem Mengelberg   | Le grand orchestre de Radio-Paris               | Arkadia                              |
| 1945  | Pierre Fournier        | Sergiu Celibidache  | London Philharmonic Orchestra                   | Gramophon                            |
| 1945  | Leonard Rose           | Artur Rodzinski     | New York Philharmonic                           | AS Disc                              |
| 1945  | Edmund Kurtz           | Arturo Toscanini    | NBC Symphony Orchestra                          | Naxos                                |
| 1951  | Zara Nelsova           | Joseph Krips        | London Symphony Orchestra                       | -                                    |
| 1951  | Paul Tortelier         | Otto Ackermann      | Zurich Tonhalle Orchestra                       | Classica d'Oro                       |
| 1952  | Mstislav Rostropovitch | Vaclav Talich       | Czech Philharmonic Orchestra                    | Supraphon                            |
| 1955  | Antonio Janigro        | Erich Kleiber       | Orchestre symphonique de la WDR de Cologne      | Archipel Records                     |
| 1955  | Pierre Fournier        | Rafael Kubelik      | Orchestre philharmonique de Vienne              | EMI Records, Testament               |
| 1955  | André Navarra          | Rudolf Schwarz      | National Symphony Orchestra                     | EMI Records, Testament               |
| 1956  | Paul Tortelier         | Sir Malcolm Sargent | Orchestre Philharmonia                          | -                                    |
| 1957  | Mstislav Rostropovitch | Sir Adrian Boult    | Royal Philharmonic Orchestra                    | EMI Classics                         |
| 1957  | Mstislav Rostropovitch |                     | USSR State Symphonic Orchestra                  | Membran                              |
| 1960  | Gregor Piatigorsky     | Charles Munch       | Boston Symphony Orchestra                       | BMG Classics                         |
| 1961  | Pierre Fournier        | George Szell        | Berliner Philharmoniker                         | Deutsche Grammophon                  |
| 1962  | Pierre Fournier        | Hermann Scherchen   | Orchestre de la Suisse italienne                | Tahra                                |
| 1962  | János Starker          | Antal Dorati        | London Symphony Orchestra                       | Mercury Records                      |
| 1963  | Mstislav Rostropovitch | Boris Khaikin       | USSR Symphonic Orchestra                        | Russian disc                         |
| 1964  | Leonard Rose           | Eugene Ormandy      | Philadelphia Orchestra                          | Sony Classical                       |
| 1967  | Jacqueline du Pré      | Sergiu Celibidache  | Swedish Radio Symphony Orchestra                | Teldec                               |
| 1968  | Maurice Gendron        | Bernard Haitink     | London Philharmonic Orchestra                   | Philips                              |
| 1968  | Mstislav Rostropovitch | Evgeny Svetlanov    | USSR State Symphonic Orchestra                  | BBC Legends                          |
| 1969  | Mstislav Rostropovitch | Herbert von Karajan | Berliner Philharmoniker                         | Deutsche Grammophon                  |
| 1969  | Jacqueline du Pré      | Sir Charles Groves  | Royal Liverpool Philharmonic Orchestra          | BBC Legends                          |
| 1971  | Jacqueline du Pré      | Daniel Barenboim    | Chicago Symphony Orchestra                      | EMI Classics                         |
| 1973  | Pierre Fournier        | Colin Davis         | BBC Symphony Orchestra                          | BBC Legends                          |
| 1974  | Zara Nelsova           | Walter Susskind     | Saint Louis Symphony Orchestra                  | Brilliant Classics                   |
| 1976  | Milos Sadlo            | Vaclav Neumann      | Czech Philharmonic Orchestra                    | Supraphon                            |
| 1977  | Paul Tortelier         | André Previn        | London Symphony Orchestra                       | EMI Classics                         |
| 1977  | Mstislav Rostropovitch | Carlo Maria Giulini | London Philharmonic Orchestra                   | EMI Classics                         |
| 1982  | Heinrich Schiff        | Colin Davis         | Royal Concertgebouw Orchestra                   | Philips Classics                     |
| 1983  | Lynn Harrell           | Vladimir Ashkenazy  | Philharmonia Orchestra                          | Decca Records                        |
| 1983  | Frans Helmerson        | Neeme Järvi         | Gothenburg Symphony Orchestra                   | BIS Records                          |
| 1983  | Angelica May           | Vaclav Neumann      | Czech Philharmonic Orchestra                    | Supraphon                            |
| 1986  | Mstislav Rostropovitch | Seiji Ozawa         | Boston Symphony Orchestra                       | Erato                                |
| 1987  | Lynn Harrell           | James Levine        | London Symphony Orchestra                       | RCA Victor                           |
| 1987  | Michaela Fukačová      | Jiří Bělohlávek     | Orchestre symphonique de Prague                 | Panton                               |
| 1988  | Julian Lloyd Webber    | Vaclav Neumann      | Czech Philharmonic Orchestra                    | Philips Classics                     |
| 1988  | Raphael Wallfisch      | Charles Mackerras   | London Symphony Orchestra                       | Chandos Records                      |
| 1989  | Yo-Yo Ma               | Lorin Maazel        | Berliner Philharmoniker                         | CBS Records                          |
| 1989  | Mischa Maisky          | Leonard Bernstein   | Orchestre philharmonique d'Israël               | Deutsche Grammophon                  |
| 1989  | Ko Iwasaki             | Antoni Wit          | Polish National Radio Symphony Orchestra        | Polskie Nagrania                     |
| 1991  | Natalia Gutman         | Wolfgang Sawallisch | Philadelphia Orchestra                          | EMI Classics                         |
| 1991  | Maria Kliegel          | Michael Halász      | Royal Philharmonic Orchestra                    | Naxos                                |
| 1992  | Heinrich Schiff        | Andre Previn        | Wiener Philharmoniker                           | Philips Classics                     |
| 1993  | Truls Mork             | Mariss Jansons      | Oslo Philharmonic Orchestra                     | Virgin Classics                      |
| 1995  | Pieter Wispelwey       | Laurence Rennes     | Netherlands Philharmonic Orchestra              | Channel Classics                     |
| 1996  | Anne Gastinel          | Emmanuel Krivine    | Orchestre National de Lyon                      | Auvidis                              |
| 1996  | Mark Drobinsky         | Saulius Sandeckis   | Lithuanian Chamber Orchestra                    | Excelsior, HDC classics, Doron Music |
| 2001  | Torleif Thedéen        | Kees Bakels         | Malaysian Philharmonic Orchestra                | BIS Records                          |
| 2004  | Jean-Guihen Queyras    | Jiří Bělohlávek     | Prague Philharmonia                             | Harmonia Mundi                       |
| 2006  | Jan Vogler             | Paul Robertson      | New York Philharmonic                           | Sony Classical                       |
| 2008  | Gautier Capuçon        | Paavo Järvi         | Frankfurt Radio Symphony Orchestra              | Virgin Classics                      |
| 2009  | Alexander Kniazev      | Vladimir Fedoseyev  | Tchaikovsky Symphony Orchestra                  | Wea                                  |
| 2011  | Jamie Walton           | Vladimir Ashkenazy  | Philharmonia Orchestra                          | Signum Classics                      |
| 2011  | Daniel Müller-Schott   | Michael Sanderling  | Orchestre symphonique de la NDR                 | Orfeo                                |
| 2012  | Mario Brunello         | Antonio Pappano     | Orchestre de l'Académie nationale Sainte-Cécile | EMI Classics                         |
| 2012  | Steven Isserlis        | Daniel Harding      | Mahler Chamber Orchestra                        | Hyperion                             |
| 2014  | Alisa Weilerstein      | Jiří Bělohlávek     | Czech Philharmonic Orchestra                    | Decca Records                        |